# Иоанн III (митрополит Киевский)
Митрополит Иоанн III (ум. ранее 14 августа 1091 года) — митрополит киевский и всея Руси, прибыл из Греции в 1089 году с великой княжной Анной Всеволодовной.
Летописец говорит о нём: «Скопец, некнижен и умом прост». Он написал ответное обличительное послание папе, хранящееся в Московской патриаршей библиотеке. Был в Киеве недолго и, согласно ЭСБЕ,  «ничем особым себя не проявил».
Дал согласие на участие киевской православной делегации в соборе в Бари (10—15 сентября 1089 года), созванном папой Урбаном II с целью примирения Церквей. Члены этой миссии были в Бари на освящении перенесённой гробницы святого Николая Мирликийского.
Внешне Иоанн III был до того худ и дряхл, что казался народу мертвецом. Скончался в 1091 году.